# 罗韦拉斯卡
罗韦拉斯卡（義大利語：Rovellasca），是意大利科莫省的一个市镇。总面积3.3平方公里，人口7494人，人口密度2270.9人/平方公里（2009年）。ISTAT代码为013201。